# Освітній округ
Освітній округ (англ. education district) — це сукупність закладів освіти (їхніх філій), у тому числі закладів позашкільної освіти, закладів культури, фізичної культури і спорту, що забезпечують доступність освіти для осіб, які проживають на відповідній території.
Освітній округ — добровільне об'єднання навчальних закладів (незалежно від їх типу та форми власності) системи дошкільної, загальної середньої, позашкільної, професійно-технічної та вищої освіти (різних типів і рівнів акредитації), закладів культури, фізичної культури та спорту, підприємств і громадських організацій.

## Мета та основні завдання освітнього округу
Освітній округ утворюється з метою: створення єдиного освітнього простору; забезпечення рівного доступу осіб, у тому числі з особливими освітніми потребами, до якісної освіти; створення умов для здобуття особами загальної середньої освіти, впровадження допрофільної підготовки і профільного навчання, поглибленого вивчення окремих предметів, забезпечення всебічного розвитку особи, а також допрофесійного навчання незалежно від місця їх проживання; раціонального і ефективного використання наявних ресурсів суб'єктів округу, їх модернізації.
- Головними завданнями округу є концентрація та ефективне використання наявних ресурсів, їх спрямування на задоволення освітніх потреб учнів (вихованців), створення єдиної системи виховної роботи.
- Освітній округ — один з прикладів горизонтальної форми самоврядування і кооперації в освіті. Хоча межі освітнього округу необов'язково повинні збігатися з адміністративно-територіальним поділом регіону.

## Шкільний та навчальний округи
- Певним аналогом освітнього округу є американський шкільний округ (англ. school district). Шкільний округ має значні відмінності від освітнього округу в правовому статусі. Шкільний округ є юридично окремою юридичною особою, яка проводить незалежну політику. Його керівний орган (називається шкільна рада, піклувальна рада, рада з питань освіти, шкільний комітет тощо), як правило, обирається прямим загальним голосуванням, але може бути призначений місцевими публічними адміністраціями,
- За часів Російської імперії (1804—1917 рр.) діяли навчальні округи. Кожний округ повинен був мати у своєму складі один університет та училища декількох губерній. Серед 15 навчальних округів на початок 1917 року діяли Харківський, Київський та Одеські округи.[4]

## Правовий статус
- Освітній округ може мати власну назву. При цьому кожен із суб'єктів такого округу є юридично та фінансово самостійним.
- Округ не є юридичною особою і діє на підставі рішення про його утворення.
- Суб'єктами освітнього округу незалежно від підпорядкування, типу і форми власності можуть бути: дошкільні навчальні заклади; загальноосвітні навчальні заклади, в тому числі навчально-виховні комплекси; позашкільні навчальні заклади; міжшкільні навчально-виробничі комбінати; професійно-технічні навчальні заклади; вищі навчальні заклади; заклади культури (бібліотеки, музеї, будинки культури тощо); заклади фізичної культури і спорту; підприємства; громадські організації. До складу освітніх округів можуть входити школи-інтернати для дітей-сиріт і дітей, позбавлених батьківського піклування, дитячі будинки.
- Можливими варіантами створення освітніх округів є об'єднання наступних суб'єктів:
- дошкільні навчальні заклади, які фінансуються з бюджетів сіл, їх об'єднань, селищ, міст районного значення, та загальноосвітні навчальні заклади, які фінансуються з районних бюджетів;
- загальноосвітні навчальні заклади, які фінансуються з районних бюджетів, та професійно-технічні навчальні заклади, фінансування яких здійснюється з обласного бюджету;
- кілька загальноосвітніх навчальних закладів;
- бібліотека чи музей, які фінансуються з бюджетів сіл, їх об'єднань, селищ, міст районного значення за рахунок видатків на культуру, та загальноосвітні навчальні заклади, які фінансуються за рахунок видатків на освіту;
- дошкільні, загальноосвітні, позашкільні, професійно-технічні, вищі навчальні заклади, заклади культури, фізичної культури і спорту, підприємства, громадські організації.

- Національна стратегія розвитку освіти в Україні на період до 2021 року відносить освітній округ до однієї з моделей організації освіти, разом із регіональними центрами дистанційного навчання, філіями базових шкіл, дошкільними навчальними закладами сімейного типу.[5]

## Засновування освітнього округу
- Засновниками (співзасновниками) освітнього округу можуть бути представницькі органи місцевого самоврядування об'єднаних територіальних громад, районні ради.
- Рішення щодо створення, реорганізації та ліквідації навчальних закладів, утворення освітніх округів повинні прийматися з урахуванням думки громади та спрямовуватися на покращення ситуації в освітній галузі регіону.

- Правовідносини між суб'єктами освітнього округу регулюються договором про спільну освітню діяльність, що містить умови об'єднання, реорганізації та ліквідації округу. 2

Засновник приймає рішення (співзасновники укладають договір про спільну діяльність або засновницький договір) про утворення округу, в якому зазначаються: перелік суб'єктів округу; права, обов'язки, порядок взаємодії суб'єктів округу; особливості організації навчально-виховного процесу в суб'єктах округу; організація підвезення учнів (вихованців) і педагогічних працівників до місця навчання, роботи та до місця проживання відповідно до розкладу уроків суб'єктів округу; харчування учнів (вихованців) суб'єктів округу; питання забезпечення належною матеріально-технічною базою суб'єктів округу; інші питання діяльності округу.
- У регіонах утворюються координаційні ради з питань складення регіональних планів формування освітніх округів та модернізації мережі професійно-технічних, загальноосвітніх навчальних закладів, у тому числі шкіл-інтернатів.
- Рішення про утворення координаційної ради приймається у формі розпорядження голови райдержадміністрації (міського голови) чи облдержадміністрації (для закладів, що фінансуються з обласного бюджету).
- До складу координаційних рад включаються, зокрема, заступники голови райдержадміністрації та районної ради (заступник міського голови), голова постійної комісії з гуманітарних питань районної (міської) ради, керівник, його заступники і працівники органів управління освітою, методичного кабінету (центру), керівники (заступники керівників) структурних підрозділів відповідної місцевої держадміністрації чи виконавчого органу місцевої ради з питань фінансів, економіки, архітектури і будівництва, навчальних закладів, служби зайнятості, роботодавці, керівники профспілок, члени громадських організацій, представники місцевих громад, батьки.

Визначено, що керівником координаційної ради доцільно призначити заступника голови облдержадміністрації чи райдержадміністрації (заступника міського голови), заступником — начальника місцевого органу управління освітою.
- До повноважень координаційних рад слід віднести вивчення стану розвитку мережі навчальних закладів, визначення її ефективності щодо задоволення потреб населення у високоякісних освітніх послугах, соціальної та економічної доцільності, перспектив модернізації відповідно до демографічних показників, рівня міграції, стану ринку праці, фінансування, а також складення планів, створення освітніх округів і своєчасного їх коригування відповідно до потреб та економічних можливостей регіону.
- Координаційною радою визначаються орієнтовні обсяги регіонального замовлення на освітні послуги відповідно до державних стандартів освіти, навчальних програм, базового навчального плану за результатами щорічного аналізу стану та перспектив розвитку наявної мережі навчальних закладів.

Конкретні завдання щодо створення освітніх округів розробляються відповідно до соціально-економічних і культурно-освітніх потреб населення, наявної матеріально-технічної, науково-методичної бази, кадрового потенціалу та економічної доцільності за результатами аналізу регіонального замовлення на освітні послуги, тенденцій розвитку мережі навчальних закладів, регіональних особливостей.

## Освітній округ "Науково-навчальний комплекс багаторівневої безперервної освіти «Профільна освіта регіону»
- Перший освітній округ заснувало безпосередньо само Міністерство освіти і науки, молоді та спорту України Наказом від 14.10.2011 № 1193 "Про утворення освітнього округу «Науково-навчальний комплекс багаторівневої безперервної освіти „Профільна освіта регіону“», в якому підтримуючи ініціативу Дніпропетровського університету імені Альфреда Нобеля щодо утворення освітнього округу було затверджено перелік суб'єктів освітнього округу на території Кіровоградської та Полтавської областей та запропоновано затвердити Положення про освітній округ. Науковий супровід організації та розвитку освітнього округу "Науково-навчальний комплекс багаторівневої безперервної освіти «Профільна освіта регіону»[6] покладено на Кременчуцький інститут Дніпропетровського університету імені Альфреда Нобеля.

## Нормативна база
1. Закон України «Про загальну середню освіту»
2. Національна стратегія розвитку освіти в Україні на період до 2021 року, схвалена Указом Президента України від 25 червня 2013 року № 344/2013
3. Положення про освітній округ, затверджене постановою Кабінету Міністрів України від 27 серпня 2010 р. № 777
4. Методичні рекомендації щодо складення регіональних планів створення освітніх округів та модернізації мережі професійно-технічних, загальноосвітніх навчальних закладів, у тому числі шкіл-інтернатів, схвалені розпорядженням Кабінету Міністрів України від 5 вересня 2012 р. № 675-р
5. Наказ Міністерства освіти і науки, молоді та спорту України від 14.10.2011 № 1193 "Про утворення освітнього округу «Науково-навчальний комплекс багаторівневої безперервної освіти „Профільна освіта регіону“»